# David Copperfield (film 1969)
David Copperfield – brytyjski film telewizyjny oparty na powieści Karola Dickensa pod tym samym tytułem. Powstał w wytwórni 20th Century Fox Television.
Film wyreżyserował Delbert Mann, a adaptacji powieści dokonał Jack Pulman. Muzykę skomponował Malcolm Arnold.
Główne role zagrali Robin Phillips (rola tytułowa) i Ralph Richardson (Micawber).

## Obsada
- Robin Phillips – Dawid Copperfield
- Ralph Richardson – Micawber
- Richard Attenborough – Tungay
- Cyril Cusack – Barkis
- Edith Evans – Betsy Trotwood
- Pamela Franklin – Dora Spenlow
- Susan Hampshire – Agnieszka Wickfield
- Wendy Hiller – pani Micawber
- Ron Moody – Uriasz Heep
- Laurence Olivier – pan Creakle
- Michael Redgrave – Dan Peggotty

Źródło:

## Wersja polska
Reżyseria: Maria Piotrowska

Udział wzięli:
- Andrzej Herder – Dawid Copperfield
- Elżbieta Jasińska – Agnes Wickfield
- Hanna Małkowska – Betsy Trotwood
- Sławomir Misiurewicz – Peaggotty
- Bolesław Smela – Micawber
- Hanna Bedryńska – żona Micawbera
- Marek Barbasiewicz – Steertforth
- Barbara Marszałek – Dora
- Janusz Mazanek – Creakle
- Lena Wilczyńska – Clara Peggotty

Źródło: